# Bullet Cluster

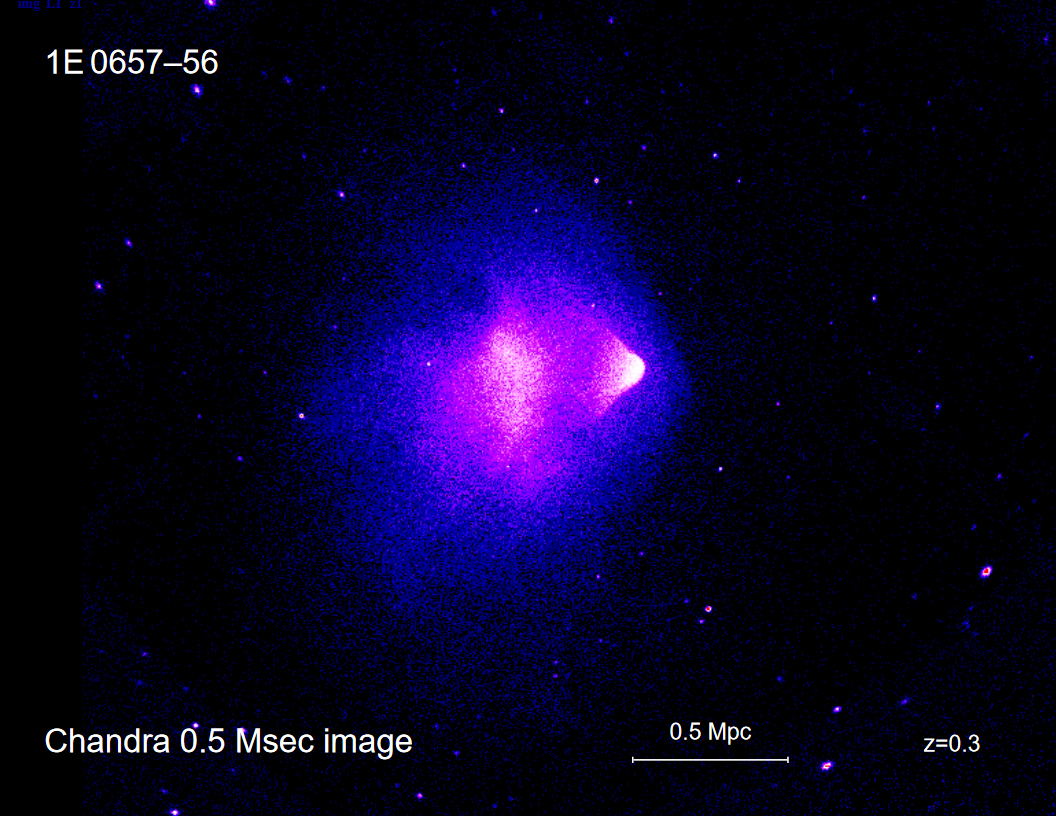
Röntgenbild av Bullet Cluster. Den rosa färgen visar fördelningen av het gas.

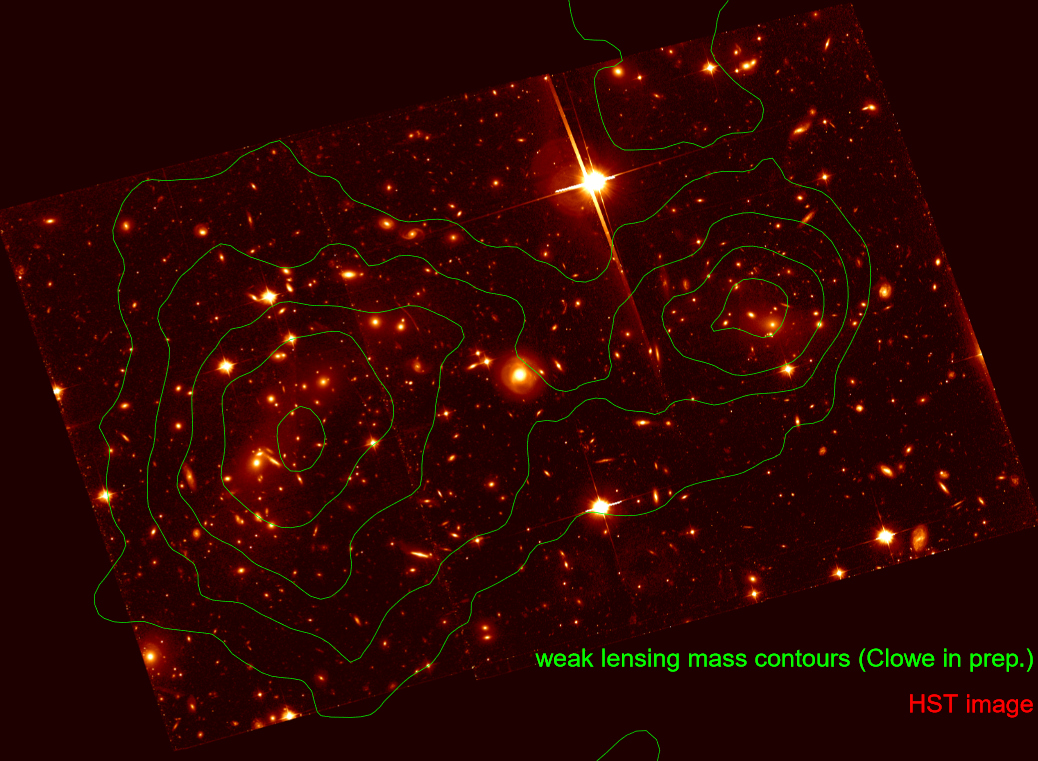
Massfördelning i Bullet Cluster kartlagd med gravitationslinser, överlagrad på ett fotografi taget av Rymdteleskopet Hubble.

Bullet Cluster (1E 0657-56, även kallad Gevärskulehopen) är ett system av två kolliderande galaxhopar.  Systemet är ett starkt belägg för existensen av mörk materia.  Forskare har kartlagt dels fördelningen av vanlig materia i hoparna via röntgenstrålning från het gas, och dels fördelning av total massa via gravitationslinser.  Fördelningarna av vanlig materia och total massa skiljer sig signifikant åt, och mellanskillnaden bör utgöras av mörk materia.